# Piotr Dzianotti
Piotr Dzianotti (wł. Gianotti de Castellati) – towarzysz husarski.
Daty życia nieznane. Pochodził z włoskiej rodziny szlacheckiej, osiadłej w Rzeczypospolitej za panowania Zygmunta III, zajmującej się kupiectwem. W 1644 roku Jakub Gianotti brat Piotra, został nobilitowany przez cesarza Ferdynanda.
Piotr poświęcił się służbie wojskowej, od 1655 służył jako towarzysz husarski w chorągwi Jerzego Lubomirskiego. Walczył ze szwedzkim najeźdźcą w czasie potopu, oraz w wojnie polsko-rosyjskiej. 1 maja 1662 na sejmie warszawskim za zasługi wojenne dla Rzeczypospolitej otrzymał od króla Jana Kazimierza indygenat, przyjęto go do grona szlachty polskiej z herbem nadanym przez cesarza Ferdynanda: W błękitnej tarczy zamek czerwony o 5 wieżycach, a nad nim dwugłowy orzeł czarny z koroną złotą.
Żonaty z Zofią z Gołuchowskich.